# Hôtel de Commequiers
L'hôtel de Commequiers est un hôtel particulier du XVIIIe siècle, situé au no 10 de la rue du Roi-Albert  à Nantes, en France.

## Historique
Premier bâtiment construit après le percement de la voie, il est réalisé pour le compte du riche planteur esclavagiste Jacques-Edme Cottin, dit « l'Américain », étant originaire de Saint-Domingue. Marié à une O'Riordan, il devient par succession le seigneur de Saffré.
En 1793, l'immeuble est réquisitionné par la Compagnie Marat.
Jacques Cottin vend l'hôtel particulier à Leroux de Commequiers en 1799.

## Architecture
L'édifice est dès l'origine composé « d'un corps de bâtiment flanqué de deux ailes en équerre, encadrant une cour fermée par un mur percé d'un porche ».
Le plan de la demeure, entre cour et jardin, est original par rapport aux autres demeures du même genre dans le Nantes de l'époque. Il semble qu'il n'existe dans la ville que deux exemples de bâtiments du XVIIIe siècle respectant ce type d'ordonnancement, où une porte monumentale s'ouvre sur une cour formée de trois ailes d'un même édifice. 
L'immeuble donne sur la rue par un porche dorique à frise de métopes et de triglyphes. L'hôtel de Commequiers, avec son portail doté de deux colonnes à l'antique, daté de 1790 et attribué à Mathurin Crucy (1749-1826), successeur de Jean-Baptiste Ceineray comme architecte de la ville, est le seul bâtiment important de l'actuelle rue du Roi-Albert construit avant l'immeuble situé au no 2 actuel, réalisé en 1798.

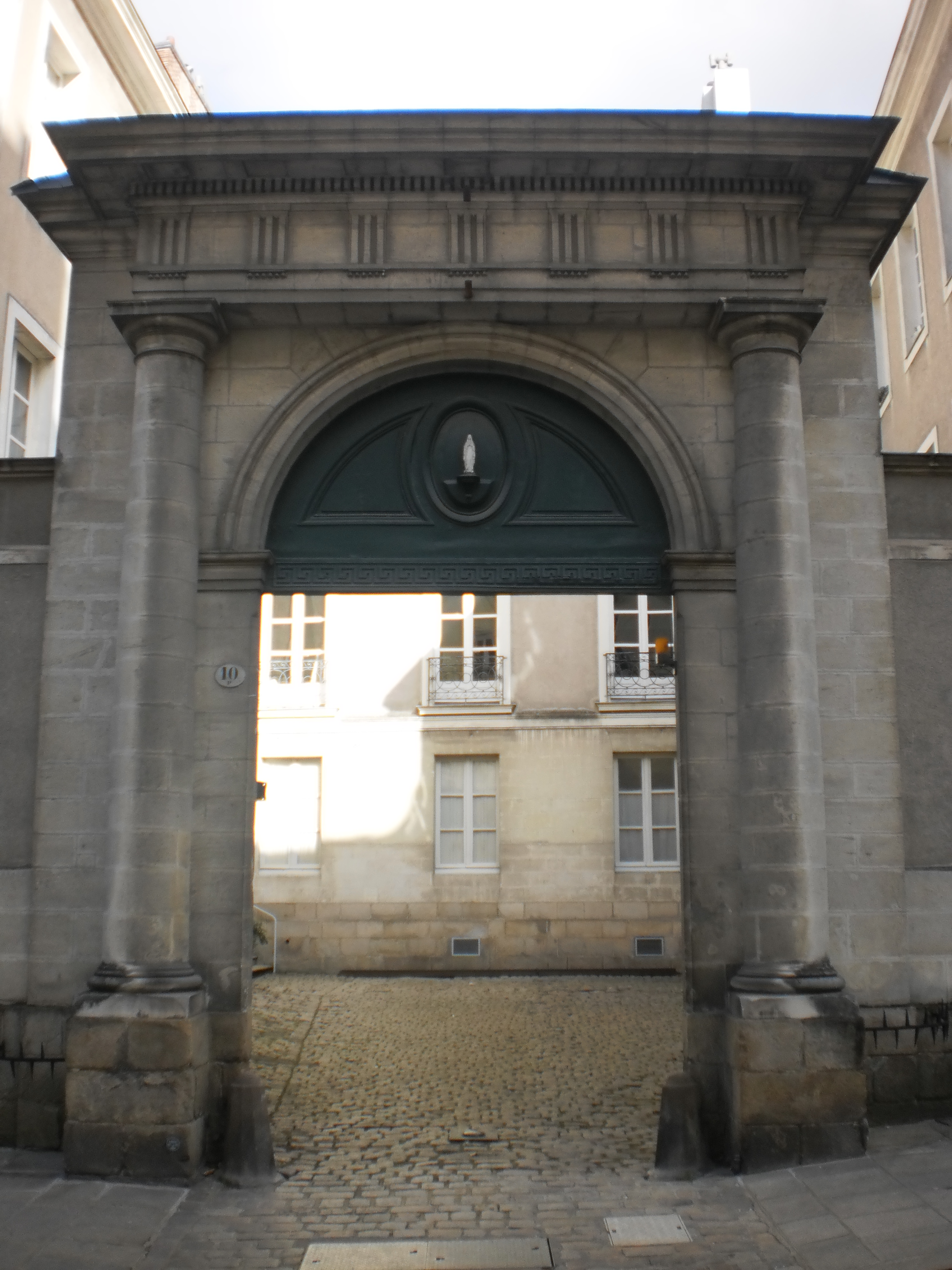
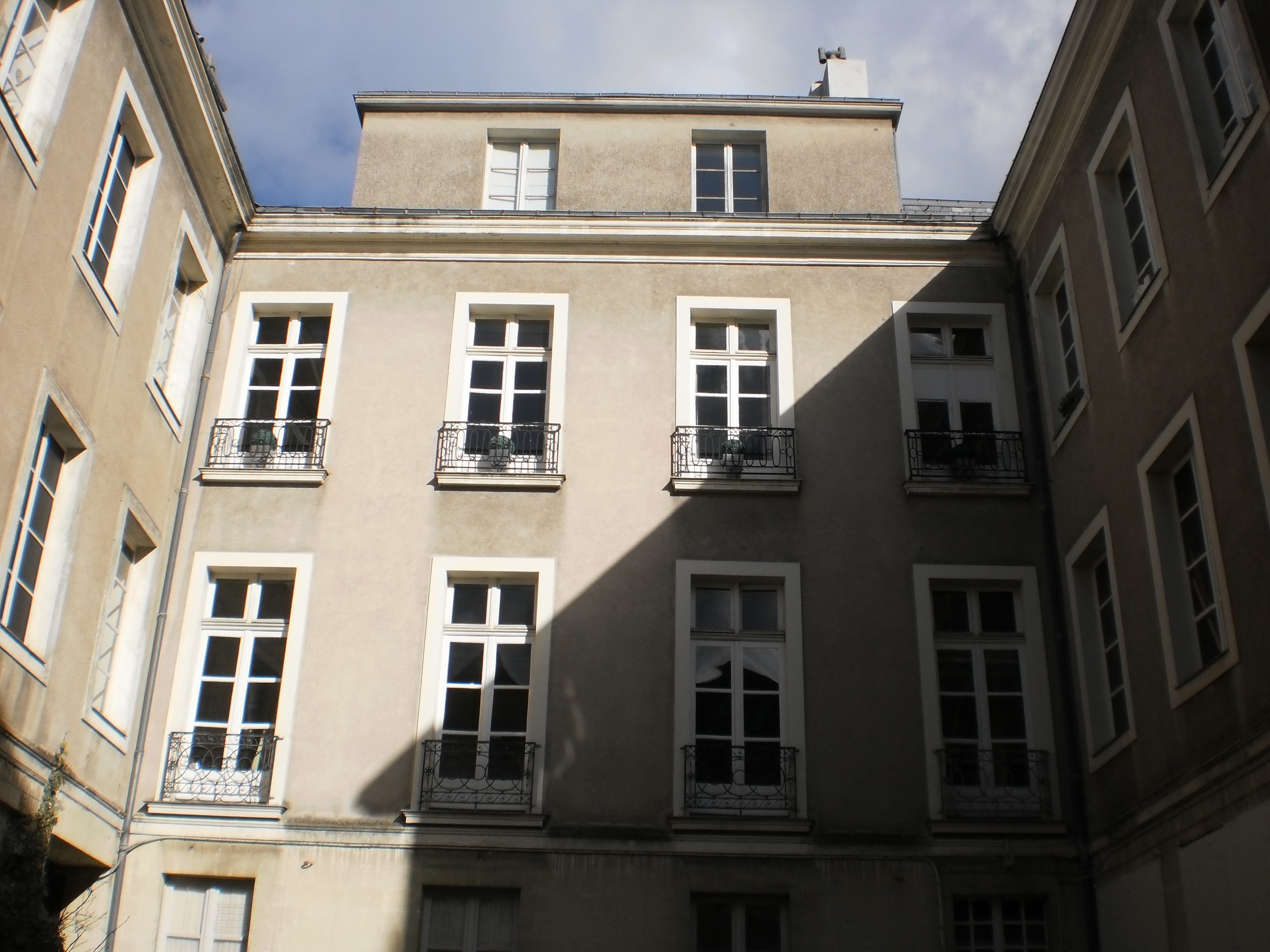